# Strahovská (Praha)
Strahovská ulice na Hradčanech v Praze spojuje ulici Dlabačov a Strahovské nádvoří s parkem Petřínské sady. Nazvána je podle nedalekého Strahovského kláštera, který v roce 1143 založilo české kníže Vladislav II. Na konci ulice na vrchu Petřín je Štefánikova hvězdárna postavena v letech 1927-28.

## Historie a názvy
Ulice je od středověku součást cesty od Vltavy přes Petřínské sady na Strahovský klášter. Od východu vede podél Hladové zdi, kterou v letech 1360-62 nechal postavit český král Karel IV. Zeď pokračuje barokní fortifikací ze 17. a 18. století, která je součást Mariánských hradeb.

## Budovy, firmy a instituce
- Lindner Hotel Prague Castle - Strahovská 20[3]
- Štefánikova hvězdárna - Strahovská 205[4]